# 褚庙乡
禇庙乡，是中华人民共和国河南省商丘市民权县下辖的一个乡镇级行政单位。

## 行政区划
禇庙乡下辖以下地区：
褚南村、褚北村、韩楼村、利河村、张小楼村、孙坡村、范堂村、刘贾村、尚楼村、赵坝村、西张楼村、袁庄村、朱店村、曹庄村、陈庄村、九股柳村、柘桑村、秦集村、郝楼村和谢元村。